# Carlos Cappelletti Cisneros
Carlos Jesús Cappelletti Cisneros (Ayacucho, 24 de mayo de 1939 - Lima, 9 de abril del 2009) fue un político peruano. Fue diputado por el departamento de Ayacucho desde 1980 hasta 1992, siendo miembro del Partido Aprista Peruano.

## Biografía
Nació en la ciudad de Ayacucho, el 24 de mayo de 1939. Fue hijo de José Cappelletti Flores y de María Cisneros Alverdi. Su hermano, Marcial Cappelletti Cisneros, abogado y dirigente aprista, fue asesinado por el grupo terrorista Sendero Luminoso el 29 de mayo de 1989.
Fue miembro del Partido Aprista Peruano, donde fue elegido diputado por el departamento de Ayacucho en las elecciones del año 1980 y reelegido en las elecciones del año 1985. En las elecciones de 1990, fue nuevamente elegido para el periodo 1990-1995, sin embargo, su mandato fue interrumpido el 5 de abril de 1992 a raíz del autogolpe de estado del presidente Alberto Fujimori, donde formó parte de la oposición al régimen.
Durante su gestión fue autor de 13 proyectos de ley destacándose aquella que buscó establecer la obligatoriedad de la seguridad social para todos los peruanos mayores de 18 años.

## Fallecimiento
El 9 de abril del 2009, Carlos Cappelletti falleció a los 69 años en la ciudad de Lima.